# Ferreiros (Póvoa de Lanhoso)
Ferreiros ist eine Gemeinde im Norden Portugals.
Ferreiros gehört zum Kreis Póvoa de Lanhoso im Distrikt Braga, besitzt eine Fläche von 4,4 km² und hat 410 Einwohner (Stand 19. April 2021).